# Christopher Grotheer
Christopher Grotheer (* 31. Juli 1992 in Wernigerode) ist ein deutscher Skeletonsportler. Er war 2022 bei den Olympischen Winterspielen in Peking der erste deutsche Skeleton-Olympiasieger. In der Saison 2022/23 gewann er  den Gesamt-Weltcup.

## Werdegang

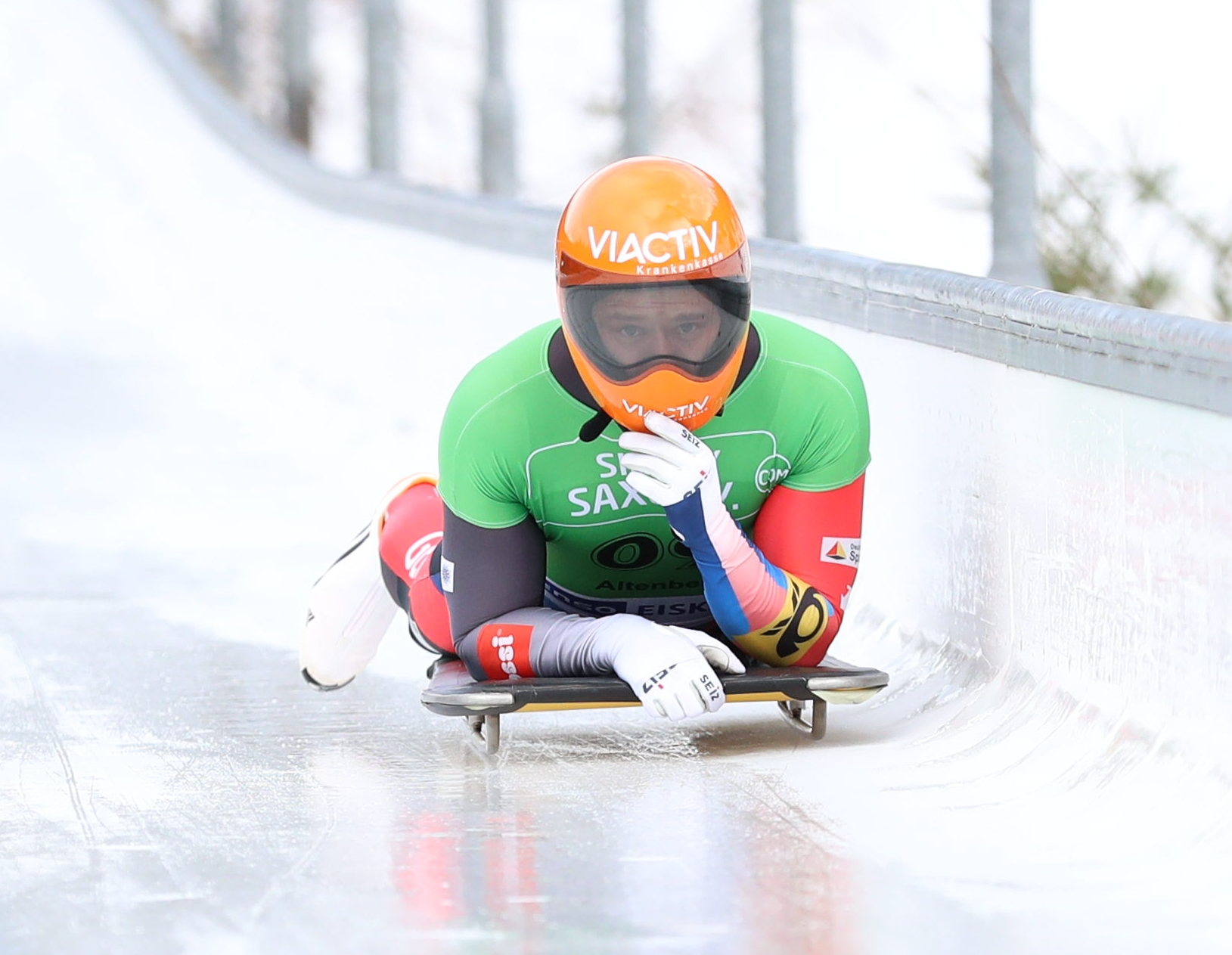
Christopher Grotheer bei den Deutschen Meisterschaften im Skeleton 2018/19 in Altenberg

Christopher Grotheer wuchs in Wernigerode auf und lebt heute in Schleusingen. Anfänglich war er Skispringer und begann 2007 mit dem Skeletonsport. Nach ersten Rennen auf nationaler Ebene seit 2008 folgte in der Saison 2010/11 das Debüt im Skeleton-Europacup. In Igls wurde er in seinen beiden ersten Rennen im November 2010 14. und 15. In seinem dritten Rennen in Winterberg verpasste er als Viertplatzierter bei seinem ersten Ergebnis unter den besten zehn knapp das Podest, ebenso eine Woche später im folgenden Rennen in Altenberg. Einen Tag später erreichte er erstmals das Podest und musste sich als Zweitplatzierter nur noch dem dominierenden Fahrer der Saison, Christian Baude, geschlagen geben. Nach einem weiteren vierten Rang im letzten Saisonrennen wurde er in der Gesamtwertung Achter. Im Winter 2011/12 startete er zunächst im Intercontinentalcup, wo er in den ersten vier Rennen Platzierungen zwischen Rang 4 und 9 erreichte. Er kehrte danach in den Europacup zurück und fuhr in den letzten beiden Saisonrennen in Winterberg zweimal auf den zweiten Platz. Bei den Junioren-Weltmeisterschaften zum Saisonabschluss gewann er die Silbermedaille hinter Axel Jungk und vor David Lingmann.
Zu Beginn der Saison 2012/13 gewann er bei den Deutschen Meisterschaften Bronze. Im November 2012 debütierte Christopher Grotheer im Weltcup. Er nahm an insgesamt acht der neun Saisonrennen teil und fuhr dabei fünfmal unter die Top 10. Beim vierten Saisonrennen in Winterberg konnte er sogar mit Rang 3 auf das Podest fahren. Anschließend wurde er im Dezember 2012 in Igls Juniorenweltmeister vor Axel Jungk und Barrett Martineau. Bei der Europameisterschaft belegte er den sechsten Platz; in der Weltcup-Gesamtwertung wurde er Achter. Bei seiner ersten Weltmeisterschaft im Seniorenbereich erreichte er den 16. Rang. Zu Beginn der Saison 2013/14 startete Grotheer im Intercontinentalcup. Er schloss die ersten vier Rennen mit einem Sieg, zwei zweiten Plätzen und einem vierten Rang ab und kam daraufhin erneut im Weltcup zum Einsatz, wo er allerdings nur Rang 15, 12 und 23 erreichen konnte und seinen Startplatz wieder an Alexander Gassner verlor. Bei der Junioren-WM 2014 gewann er Silber hinter Kilian von Schleinitz und vor Raphael Maier. Für den Winter 2014/15 konnte Grotheer sich erneut für den deutschen Weltcup-Kader qualifizieren. Er fuhr im Lauf der Saison im Weltcup dreimal unter die besten fünf und wurde Achter in der Gesamtwertung. Im Januar 2015 gewann er bei den Deutschen Meisterschaften in Winterberg erneut die Bronzemedaille. Bei der Juniorenweltmeisterschaft in Altenberg konnte er zeitgleich mit Nikita Tregubow den Titel gewinnen. Bei der Skeleton-Weltmeisterschaft 2015 gewann er Silber mit dem Team Deutschland II und wurde im Einzel als bester Deutscher Fünfter. Ende 2015 gewann er bei den Deutschen Meisterschaften die Silbermedaille hinter Axel Jungk.
Beim Weltcup in Altenberg 2017 wurde Grotheer Sieger mit Bahnrekord.
Im Winter 2019/20 bestritt Grotheer kein einziges Weltcup-Rennen, sondern startete in der Intercontinentalcup-Serie, deren Gesamtwertung er gewann. Aus diesem Grund galt der Gewinn seines ersten Weltmeistertitels bei den Bob- und Skeleton-Weltmeisterschaften 2020 in Altenberg als große Überraschung.
Am 10. und 11. Februar 2022 wurde Grotheer bei den Olympischen Winterspielen in Peking erster deutscher Skeleton-Olympiasieger.
Am 17. Februar gewann Grotheer mit einem 3. Platz beim Weltcupfinale im lettischen Sigulda den Gesamtweltcup der Saison 2022/23.

## Weltcupsiege
| Nr. | Datum         | Ort         | Bahn                                  |
| --- | ------------- | ----------- | ------------------------------------- |
| 01. | 7. Jan. 2017  | Altenberg   | Rennschlitten- und Bobbahn Altenberg  |
| 02. | 26. Nov. 2021 | Innsbruck   | Olympia Eiskanal Igls                 |
| 03. | 1. Dez. 2022  | Park City   | Utah Olympic Park Track               |
| 04. | 6. Jan. 2023  | Winterberg  | Bobbahn Winterberg                    |
| 05. | 17. Nov. 2023 | Yanqing     | Yanqing National Sliding Center       |
| 06. | 26. Jan. 2024 | Lillehammer | Lillehammer Olympiske Bob- og Akebane |
| 07. | 16. Nov. 2024 | Pyeongchang | Olympic Sliding Centre                |
| 08. | 17. Nov. 2024 | Pyeongchang | Olympic Sliding Centre                |
| 09. | 23. Nov. 2024 | Yanqing     | Yanqing National Sliding Center       |
| 10. | 6. Dez. 2024  | Altenberg   | Rennschlitten- und Bobbahn Altenberg  |

## Auszeichnungen
- 2022: Silbernes Lorbeerblatt[3]